# Bernard Law

Kardinal Bernard Laws vapen med mottot ”To Live is Christ” (från Fil. 1:21).

Bernard Francis Law, född 4 november 1931 i Torreón i Mexiko, död 20 december 2017 i Rom, var en amerikansk kardinal inom Romersk-katolska kyrkan. Han var ärkebiskop emeritus av Boston.

## Biografi
Bernard Laws far var överste vid en amerikansk flygbas i Mexiko.
Law prästvigdes 1961. 1973 utnämnde påve Paulus IV honom till biskop av Springfield-Cape Girardeau i Missouri. Som biskop kämpade han för mänskliga rättigheter i Missouri. Han var även en ivrig anti-abortförespråkare.
Påve Johannes Paulus II utnämnde i januari 1984 Law till ärkebiskop av Boston. Ett drygt år senare, den 25 maj 1985, utsågs han till kardinalpräst med Santa Susanna som titelkyrka. I mitten av 1980-talet ledde han en kommitté som kom fram till att medlemskap i Frimurarorden strider mot Romersk-katolska kyrkans tro och lära.
Under Laws tid som ärkebiskop i Boston förekom det anklagelser mot präster om sexuellt utnyttjande av barn. Det framkom att han hade flyttat prästerna till nya församlingar där övergreppen fortsatte, trots att han kände till anklagelserna mot dem. Efter att hans roll blivit känd krävde aktivistgrupper som Voice of the Faithful såväl som ett stort antal präster hans avgång. Law avsade sig ärkebiskopsstolen i Boston den 13 december 2002, och kort därefter fick han flera betydelsefulla kyrkliga uppdrag i Rom och Vatikanen. 2004 utsågs han till ärkepräst av patriarkalbasilikan Santa Maria Maggiore.
Kardinal Law deltog vid konklaven 2005 som valde Benedictus XVI till ny påve.
Bernard Law porträtterades av Christopher Plummer i TV-filmen Our Fathers (2005) och av Len Cariou i filmen Spotlight (2015).